# Emlyon Business School
Az Emlyon Business School európai felsőoktatási intézmény, amely az üzleti tudományok terén nyújt posztgraduális képzést. Öt campusa van, Párizsban, Lyonban, Saint-Étienne-ben, Casablancában és Sanghajban. 1872-es alapításával az intézményt.
2014-ben az Emlyon a Financial Times rangsora szerint a legjobb 14 európai üzleti iskola között szerepelt. A Financial Times világranglistáján a Master in Management program 2015-ben az harmincadik. Az intézmény Executive MBA programja a 68. helyen szerepel.
Az iskola programjai AMBA, EQUIS és AACSB hármas akkreditációval rendelkeznek. Az intézmény legismertebb végzősei közé olyan személyiségek tartoznak, mint Jean-Pascal Tricoire (a Schneider Electric igazgatója), Stéphane Bern (riporter) és Gwendal Peizerat (francia jégtáncos).